# Still Reigning
Still Reigning è il terzo DVD del gruppo musicale statunitense Slayer, pubblicato il 26 ottobre 2004 dalla American Recordings.

## Il disco
Registrato l'11 luglio 2004 presso l'Augusta Civic Center di Augusta, il gruppo propone dal vivo tutti i brani tratti dal terzo album in studio Reign in Blood, il loro disco più famoso e uno dei più importanti del metal estremo. Il DVD inaugura anche il ritorno del batterista Dave Lombardo e sono presenti altre sei canzoni extra dal vivo, estratte da Hell Awaits, South of Heaven e Seasons in the Abyss.

## Tracce
- Reign in Blood Live

1. Angel of Death – 5:18
2. Piece by Piece – 2:07
3. Necrophobic – 1:51
4. Altar of Sacrifice – 2:58
5. Jesus Saves – 3:01
6. Criminally Insane – 2:38
7. Reborn – 2:23
8. Epidemic – 2:52
9. Postmortem – 4:08
10. Raining Blood – 8:35

- Bonus Material

1. War Ensemble – 5:32
2. Hallowed Point – 3:35
3. Necrophiliac – 4:24
4. Mandatory Suicide – 4:30
5. Spill the Blood – 4:54
6. South of Heaven – 4:28
7. Slayer in Their Own Words – 17:01

## Formazione
- Tom Araya – voce, basso
- Jeff Hanneman – chitarra
- Kerry King – chitarra
- Dave Lombardo – batteria